# David Yazbek
David Yazbek (nascido em 1961) é um escritor, músico, compositor e letrista estadunidense. Ele ganhou o Emmy Award em 1984 na categoria melhor roteiro em série de variedades por seu trabalho em Late Night with David Letterman. Mais tarde, ganhou um Tony em 2018 na categoria de melhor trilha sonora original por A Band's Visit, enquanto também ganhou um Grammy em 2019 na categoria de melhor álbum de teatro musical.